# Grader

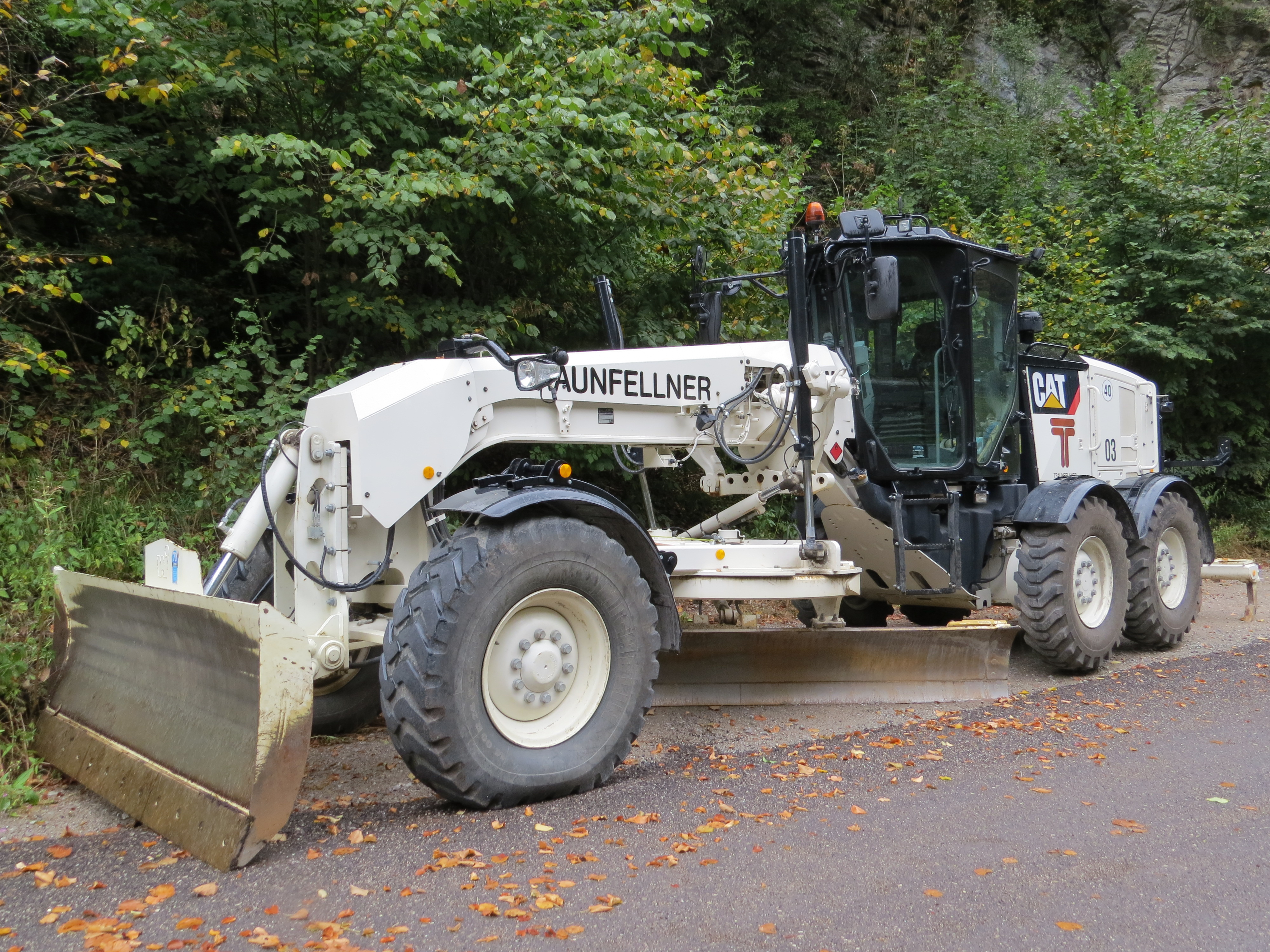
Grader von Caterpillar in Frankenfels, Österreich (2018)

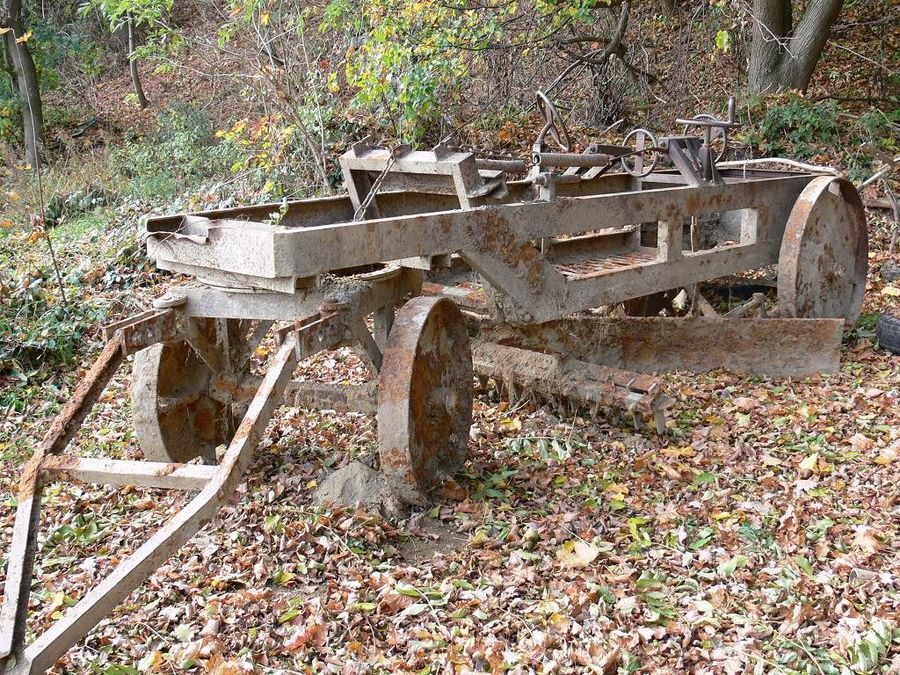
Älterer, motorloser, gezogener Grader

Ein Grader, auch Planierer, Erdhobel oder Straßenhobel genannt, ist eine Baumaschine zum Herstellen von großen Flächen.

## Geschichte
Grader gehören zu den ältesten Maschinen im Erdbau. Der erste Grader wurde im Jahre 1876 von Champion gebaut. Dieser wurde lange Zeit mit Pferden und später Raupentraktoren gezogen. 1921 wurde von der amerikanischen Rippel Corp. der erste Motorgrader entwickelt. Der erste Motorgrader in Europa (1927) stammte von der norwegischen Firma Drafn (später Dravn) aus Drammen bei Oslo. Das Augsburger Eisenwerk Gebrüder Frisch importierte diese motorisierten Straßenhobel, verbaut war unter anderem deutsche Hanomag-Traktorentechnik (HR35). Auf dem Typenschild stand aber nur die Firma Frisch. Baugleich wurden diese Geräte in Schweden unter dem Namen „Munktells Eskilstuna“ vertrieben. Die Firma Frisch produzierte dann ab dem Jahr 1936 eigene Motorgrader.

## Funktion
Typische Grader haben drei Achsen. Weniger verbreitet sind kleine, zweiachsige Grader. Der hinten montierte Motor und das Führerhaus befinden sich meist über der angetriebenen Tandem-Hinterachse. Die pendelnde Anordnung der Tandemachse bewirkt einen ruhigeren Lauf auf dem gerade planierten Grund und hat dadurch geringere Rückwirkungen auf den Schild. Außerdem bewirkt die doppelte Hinterachse einen geringeren Bodendruck und damit geringere Spuren auf dem Planum. Um einen möglichst langen Radstand und damit eine große Laufruhe auf unebenem Gelände zu erzielen, ist die lenkbare Vorderachse an einem langen, hoch angeordneten Vorbaurahmen angeordnet. In der Fahrzeugmitte befindet sich zwischen den Achsen und unter den Rahmenholmen ein breiter Schild, die sogenannte Schar. Die Schar ist bei den meisten Gradern 360° drehbar, kippbar (Schnittwinkelverstellung), seitlich verschiebbar und beidseitig ca. 90° anstellbar, so dass auch geneigte Flächen bearbeitet werden können. Viele Grader sind zusätzlich mit einem Frontschild ausgerüstet für Schubarbeiten bei Schüttgütern und Hilfe für sonstige Erdbewegungen. Häufig sind die Vorderräder seitlich kippbar, um die durch den schräg stehenden Schild entstehenden Seitenkräfte besser abzufangen. Ebenso besitzen viele Grader Heckaufreißer, um Böden aufzulockern.

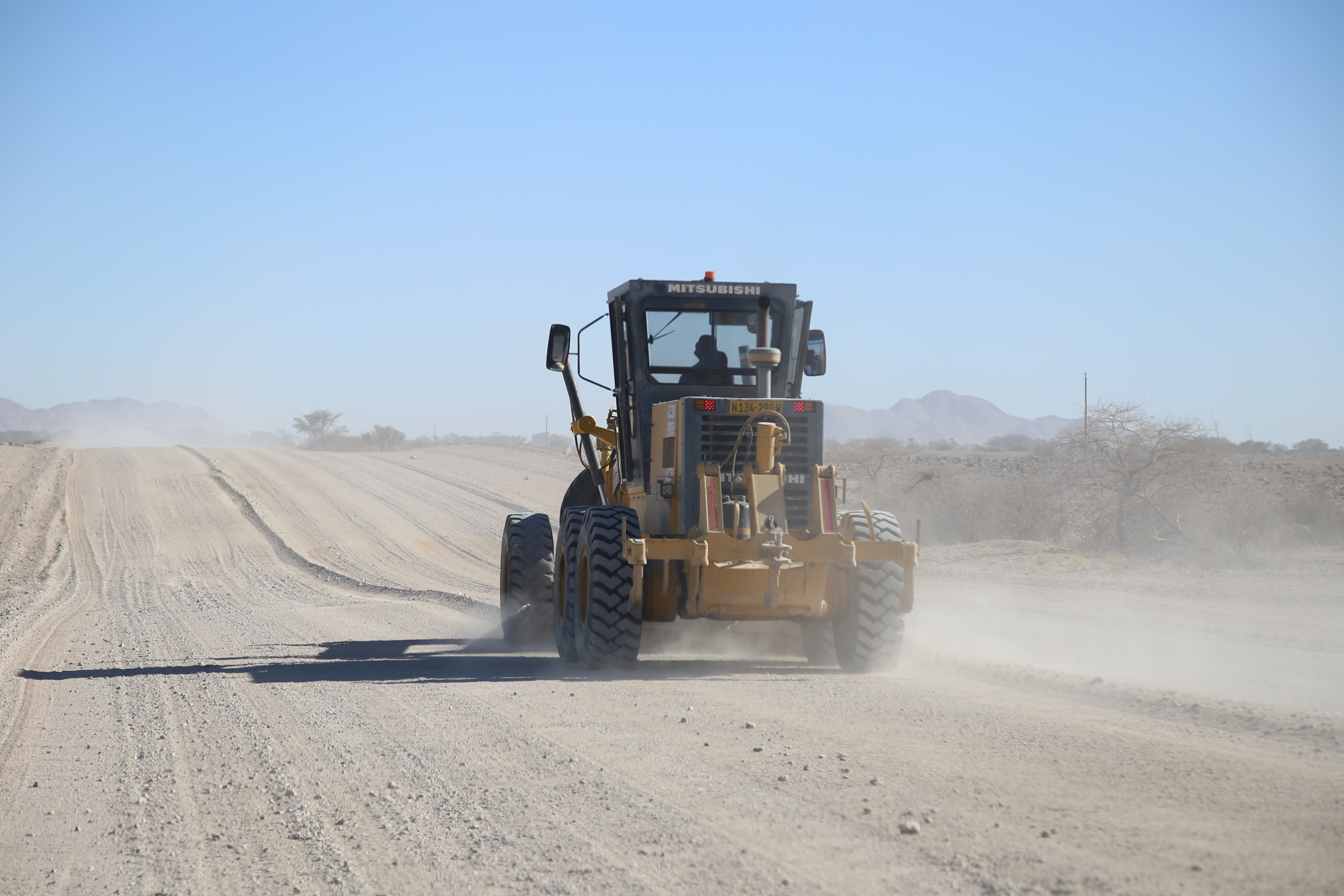
Grader beim Glätten einer Schotterstraße in Namibia

Ein typisches Einsatzgebiet für Grader ist unter anderem der Straßen- und Wegebau, wo er zum Ebnen des Unterbaus von Straßen oder der Deckschicht unbefestigter Straßen und Wege genutzt wird. Auch auf schiefen Ebenen und als Böschungshobel ist er verwendbar. Ebenso werden Grader auch für sonstige Erdbewegungen auf größeren Flächen, z. B. im Sportplatzbau, eingesetzt. Grader können auch zum Schneeräumen genutzt werden. Einige Hersteller bieten spezielle Grader für den Untertagebau an.
Man unterscheidet Grader (wie bei Baumaschinen oft üblich) nach dem Einsatzgewicht. Weitere Merkmale sind Motorleistung und Scharbreite in Fuß. Maßgeblich ist jedoch das Gewicht. Die anderen Faktoren sind auf das Einsatzgewicht abgestimmt.

### Hersteller
Graderhersteller sind unter anderem:
- HBM-Nobas
- New Holland
- Komatsu
- Volvo
- HEPCO
- Caterpillar
- Liugong
- Sinomach
- Deere & Company